# Aphthona alcina
Aphthona alcina là một loài bọ cánh cứng trong họ Chrysomelidae. Loài này được Leonardi miêu tả khoa học năm 1975.